# Iki Dakika
"Íki Dakika" (tradução portuguesa: "Dois minutos") foi a canção que representou a Turquia no Festival Eurovisão da Canção 1991, interpretada em  turco por İzel Çeliköz, Reyhan Karaca & Can Uğurlür. Foi a décima canção a ser interpretada na noite do festival, a seguir à canção francesa "C'est le dernier qui a parlé qui a raison", interpretada por Amina e antes da canção irlandesa "Could it be that I'm in love", interpretada por Kim Jackson. Terminou a competição recebendo 44 pontos, terminando em 12.º lugar. A versão inglesa intitulou-se "Íki Dakika-Two minutes".

## Autores
- Letrista: Aysel Gürel
- Compositor: Şevket Uğurluer
- Orquestrador: Turhan Yükseler

## Letra
A canção informa os ouvintes que os bons velhos tempos estarão de volta em breve , faltando dois minutos. 